# 港鐵巴士K53綫
港鐵巴士K53綫是由港鐵巴士營運的屯馬綫及輕鐵接駁巴士，行走屯門站及掃管笏之間，屬循環綫。

## 路線歷史
本綫早於九廣西鐵通車前已計劃開辦，原定於九廣西鐵通車後即投入服務，但開辦日期一拖再拖，直至2005年3月7日本綫才得以投入服務，並提供K58、西鐵及輕鐵接駁服務，祇於平日繁忙時間提供服務。 
初時總站設於屯門站，2005年7月23日起一度延長至兆康站（南），但因反應欠理想，由2005年11月28日起遷回屯門站。
本路綫基本上與K51相若，但繞經掃管笏路（鄭任安夫人千禧小學、愛琴海岸、掃管笏村）。
- 2018年9月1日：往屯門站方向加設「掃管笏路」巴士站。[1]

- 2020年6月8日至7月24日：星期一至五中午班次改為12:15開出。

- 2020年11月15日：提升至全日服務[2]。

- 2021年11月1日：延長服務時間至06:00-23:00及加強服務。
- 2022年2月27日：往屯門站方向改經管翠路，並取消「星堤」巴士站，改停「管翠路18號」巴士站。

- 2022年8月29日：末班車開出時間延長至00:00，並加密班次。[3]。
- 2024年7月2日：每日08:00至19:00由屯門站開出之班次，返回該站後繞經天后路再折返該站結束行程，並增設「天后路」及「業旺邨」站。
- 2024年9月2日：新增特別班次，於星期一至五07:00 - 08:40循環來往屯門站及業旺邨。
- 2025年1月2日：新增於06:00由掃管笏村開出之特別班次。

## 服務時間及班次
| 屯門站開         | 屯門站開    | 屯門站開     |
| 日期             | 服務時間    | 班次（分鐘） |
| ---------------- | ----------- | ------------ |
| 星期一至五       | 06:00-09:00 | 8-15         |
| 星期一至五       | 09:00-15:00 | 20           |
| 星期一至五       | 15:00-20:00 | 8-15         |
| 星期一至五       | 20:00-00:00 | 20           |
| 星期六           | 06:00-09:00 | 12-15        |
| 星期六           | 09:00-15:00 | 20           |
| 星期六           | 15:00-20:00 | 12-15        |
| 星期六           | 20:00-00:00 | 20           |
| 星期日及公眾假期 | 06:00-00:00 | 20           |

## 收費
| 標準車費              | 標準車費                                                  | 現金 | 八達通 |
| --------------------- | --------------------------------------------------------- | ---- | ------ |
| 成人                  | 成人                                                      | $5.1 | $5.1   |
| 特惠                  | 小童                                                      | $2.2 | $2.2   |
| 特惠                  | 長者（65歲或以上） 「殘疾人士身分」個人八達通（12歲以下） | $2.2 | $2.0   |
| 特惠                  | 「學生身分」個人八達通                                    | $5.1 | $2.2   |
| 特惠                  | 「殘疾人士身分」個人八達通（12-64歲）                     | $5.1 | $2.0   |
| 「樂悠咭」（60-64歲） |                                                           | $5.1 | $2.0   |

| - 3至11歲為小童；65歲或以上為長者。 - 乘客可以現金或八達通於上車時付款，不設找續。 - 合資格學生使用「學生身份」個人八達通繳付車資，可享有特惠車費優惠，費用相等於小童車費，如以現金繳付車費，則必須繳付成人車費。 - 65歲或以上長者使用「樂悠咭」，以及合資格殘疾人士（包括12歲以下合資格殘疾兒童）使用「殘疾人士身份」個人八達通（包括「樂悠咭」）繳付車資，可享有每程$2.0或特惠車費（以較低者為準）的票價優惠；65歲或以上長者如使用長者或一般個人八達通繳付車資，則只可享有相等於小童車費優惠；12至64歲殘疾人士如以現金繳付車費，則必須繳付成人車費。 - 60至64歲香港居民使用「樂悠咭」繳付車資，可享有每程$2.0或成人車費（以較低者為準）的票價優惠，如以現金繳付車費，則必須繳付成人車費。 - 持有全月通2（屯門—南昌）或全月通3（屯門—紅磡）之乘客在車票有效期內確認八達通乘搭本路綫，可獲免費。 - 持有屯門—南昌全日通、遊客全日通或港鐵認可之指定智能車票之乘客在車票有效期內確認有效車票，可獲免費乘搭本路綫。 - 所有港鐵車票（包括但不限於輕鐵車票、港鐵紀念車票及搭十送一車票等；不包括屯門—南昌全日通及指定日子使用的紀念車票），不會獲得免費轉乘優惠。 - 每位成人乘客可免費攜帶最多兩名3歲以下而不佔座位的兒童乘客乘車，超額之3歲以下小童必須繳付小童車費乘車。 - 港鐵公司職員及家屬（不包括外判職員）可免費乘搭本路綫，惟必須拍職員或職員家屬八達通。 - 使用八達通的乘客，於上車拍卡後一小時內轉乘港鐵重鐵網絡（機場快綫除外）／輕鐵，或於港鐵重鐵網絡（機場快綫除外）出閘／輕鐵出站後一小時內轉乘本綫，本路綫車資可獲減免。 - 如轉乘模式為輕鐵／港鐵巴士→港鐵（屯馬綫）→輕鐵／港鐵巴士，整個轉乘行程不可超過兩小時。 |

- 由本路綫於上車後1小時內轉乘K58綫，或由上述路綫轉乘本路綫，可免收車資。

## 行車路線

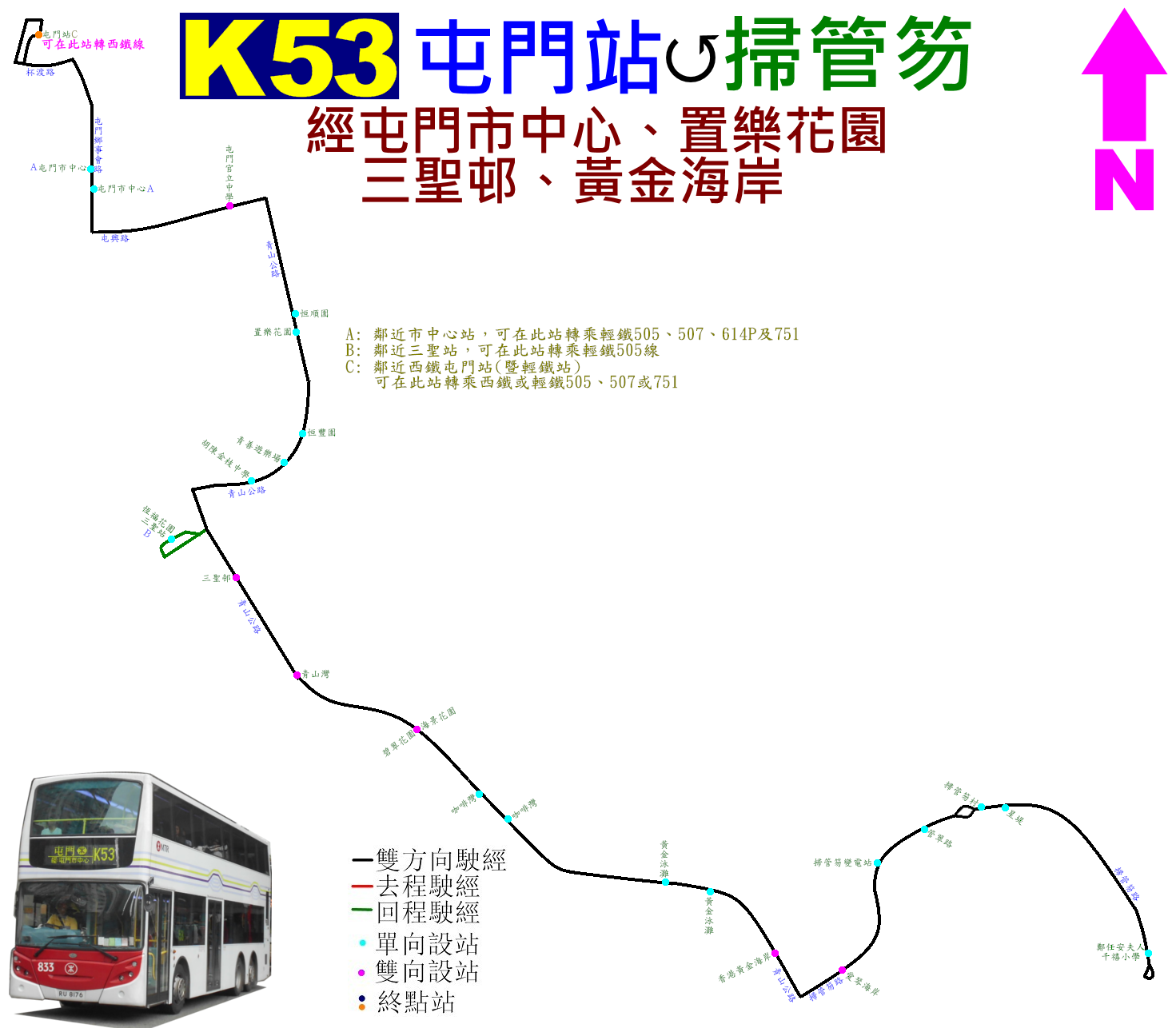
K53線的走線圖

屯門站開經：杯渡路、屯門鄉事會路、屯門市中心公共運輸交匯處、屯門鄉事會路、屯興路、青山公路－青山灣段、掃管笏路、管翠路、掃管笏路、青山公路－青山灣段、三聖街、三聖公共運輸交匯處、三聖街、青山公路－青山灣段、屯興路、屯門鄉事會路、杯渡路、河傍街、屯門站公共運輸交匯處、杯渡路、天后路（南行）、迴旋處、天后路（北行）、杯渡路及河傍街，具體停站請參考資訊框。 
有粗體字之路段只適用每天繞經業旺邨之班次途經。

## 外部連結
港鐵
- 港鐵巴士K53綫 （页面存档备份，存于）
- 港鐵巴士K53綫路線圖 （页面存档备份，存于）